# ムッシュかまやつ 青春交差店
『ムッシュかまやつ 青春交差店』は過去にTBSラジオで放送されていたトークバラエティ番組である。途中まで日本マクドナルド一社提供。

## 出演
- ムッシュかまやつ
- 山田愛里

日本マクドナルド協賛時は、番組内の架空の店舗「マクドナルド・青春交差店」の店長（かまやつ）、店員（山田）という設定だった。

## 放送時間
毎週土曜17：00-17：15

## 概要
毎週、2週に渡りゲストを迎え当初は日本でマクドナルド1号店がオープンした1975年頃の話をし、2週目はゲストの青春時代を話す。マクドナルド降板後は、青春時代の話をする。タイトルの『青春交差店』は『店』のてんである。